# Hypsoblennius striatus
Hypsoblennius striatus is een  straalvinnige vissensoort uit de familie van naakte slijmvissen (Blenniidae). De wetenschappelijke naam van de soort is voor het eerst geldig gepubliceerd in 1876 door Franz Steindachner. Hij gaf de soort de naam Blennius striatus. Zijn beschrijving was gebaseerd op exemplaren afkomstig uit Panama.
De soort komt voor in de oostelijke centrale Stille Oceaan van Costa Rica to Panama. Ze leeft naar schatting in een gebied van minder dan 2.000 km2. De soort staat op de Rode Lijst van de IUCN als Gevoelig, beoordelingsjaar 2007 en 2010.